# Trần Văn Lan (người Nam Định)
Trần Văn Lan (? - 1934) người thôn Hữu Bị, xã Mỹ Trung, huyện Mỹ Lộc, tỉnh Nam Định. Ông còn có bí danh là Giáp , Cóc, Ba Ram vừa hoạt động vừa làm thợ điện tại nhà máy sợi Nam Định. Tuy xuất thân và công tác Nam Định, nhưng quá trình tham gia cách mạng của Trần Văn Lan lại có quan hệ gắn bó với Hải Phòng.
Tháng 6/1927, ông tham gia tổ chức Việt Nam Thanh niên cách mạng đồng chí Hội, và sau hai tháng (tháng 8/1927) được chuyển sang Đông Dương Cộng sản Đảng. Trong thời gian hoạt động cách mạng, ngày 4/7/1929, Trần Văn Lan không may bị mật thám Pháp ở Nam Định bắt. Mật thám nghi ngờ ông là người Cầm đầu cuộc bãi công của thợ nhuộm nhà máy sợi Nam Định. Nhưng do không có đủ bằng chứng buộc tội nên họ đã phải thả tự do cho Trần Văn Lan. Được tha bổng, Trần Văn Lan lại tiếp tục hoạt động bí mật. Tháng 11/1929, Xứ uỷ Bắc Kỳ đã điều ông lên Hà Nội. Tháng 12/1929, Tổng công hội đỏ Bắc Kỳ được thành lập do Nguyễn Đức Cảnh thay mặt Đông Dương cộng sản Đảng đứng ra tổ chức. Trần Văn Lan được bầu làm Hội trưởng ban trị sự Tổng công hội Bắc Kỳ.
Ngày 3/2/1930, Đảng cộng sản Đông Dương ra đời, Trần Văn Lan được tham gia Ban chấp hành Trung ương lâm thời, phụ trách tài chính, công vận giao thông quốc tế của Đảng và đồng thời chỉ đạo cả Đảng bộ Bắc Kỳ, uỷ viên Ban công hội Trung ương.
Trong những đợt đi khảo sát thực tế về phong trào công nhân và nông dân ở Bắc Kỳ, để chuẩn bị dự thảo bản Luận cương chính trị (giữa năm 1930), Trần Phú đã được Trần Văn Lan hướng dẫn đi nghiên cứu ở Nam Định, Hải Phòng, khu mỏ Hồng Gai và ở Thái Bình.
Tháng 10/1930, tại Hội nghị Trung ương lần thứ nhất họp ở Hương Cảng, dưới sự chủ toạ của Nguyễn Ái Quốc, Trần Văn Lan được công nhận là uỷ viên Trung ương Đảng chính thức, đại diện Trung ương tại miền Bắc và được phân công làm trưởng ban tài chính của Đảng.
Trần Văn Lan đã chọn Hải Phòng là địa điểm cơ quan Trung ương tại miền Bắc. Ngày 20/4/1931, tên phản bội Nghiêm Thượng Biền đã dẫn mật thám đến bắt Trần Văn Lan và các đồng chí của ông như Ngô Đình Mẫn, Vũ Tự, Triệu Thị Đỉnh, Lê Thị Chắt... Sở mật thám Bắc Kỳ đã dựa vào tài liệu của Nghiêm Thượng Biền và Ngô Đức Trì cung cấp, chúng biết Trần Văn Lan là uỷ viên Trung ương Đảng. Vì thế, sở mật thám Bắc Kỳ đã tra tấn ông rất dã man.
Hội đồng đề hình Bắc Kỳ họp trong 3 ngày (từ 15 đến 17/11/1931) đã kết án tù khổ sai chung thân và đày Trần Văn Lan đi nhà tù Sơn La. Cuối năm 1934, chúng lại đưa ông từ nhà tù Sơn La đi nhà tù Côn Đảo. Trên đường đi, Trần Văn Lan bị sốt rét, tiểu ra máu và ông đã mất tại Hoả Lò (Hà Nội) ngày 14/12/1934. Em ruột ông là Trần Văn Các cùng hoạt động cách mạng, bị kết án tù 20 khổ sai, đầy ra Côn Đảo. Năm 1935 cùng nhóm Ngô Gia Tự kết bè trốn, hy sinh trên biển.
Ngoài Hải Phòng, Hải Dương có đường phố mang tên ông .Không chỉ vậy Nam Định còn có trường THPT mang tên ông .